# Lamelligomphus choui
Lamelligomphus choui là loài chuồn chuồn trong họ Gomphidae. Loài này được Chao & Liu mô tả khoa học đầu tiên năm 1989.